# Seebäderschiff

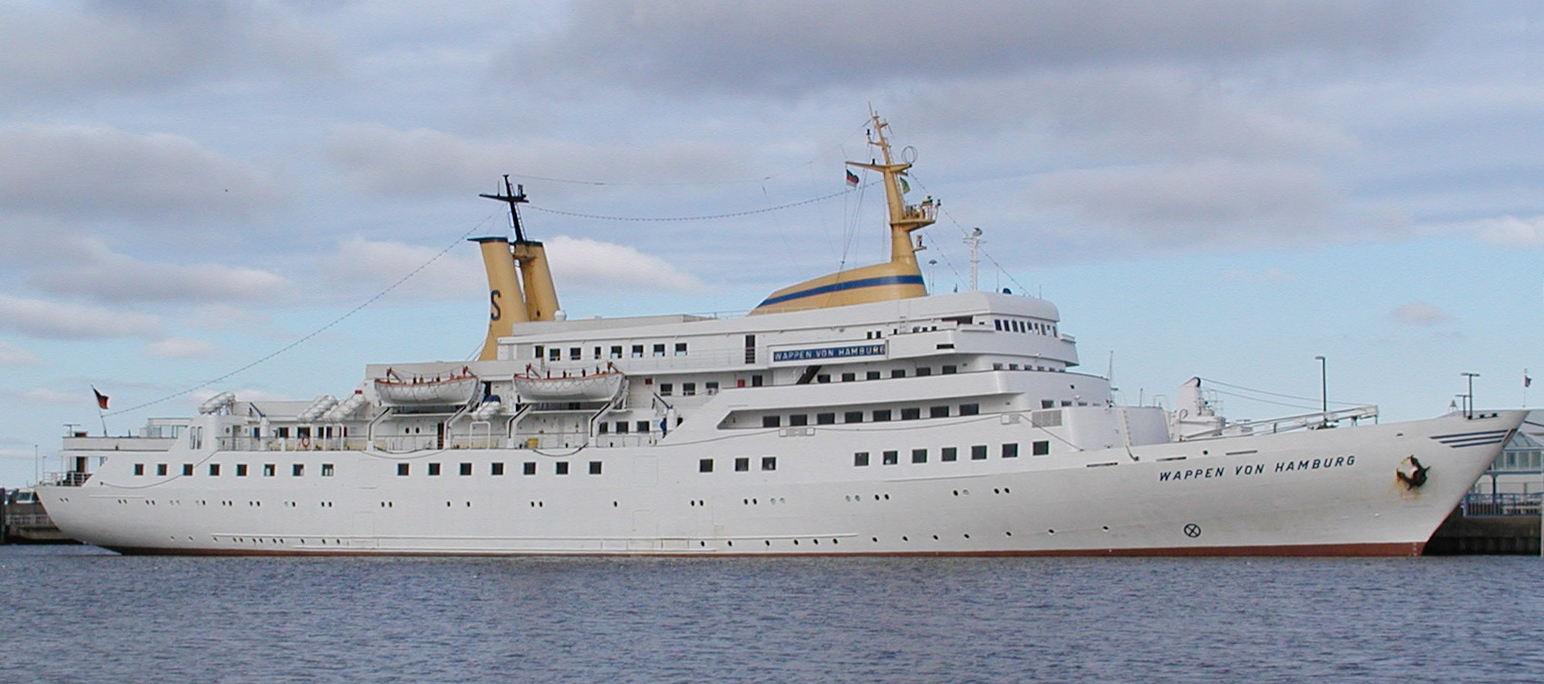
Das ehemalige, inzwischen abgewrackte Seebäderschiff Wappen von Hamburg (1965) vor Cuxhaven

Seebäderschiff bezeichnet Passagierschiffe zum Personentransport zwischen den Badeorten an der deutschen Ost- und Nordseeküste, nach Helgoland oder zu den ostfriesischen und nordfriesischen Inseln. Sie sind teilweise, vor allem im Helgoland-Verkehr, hochseetauglich, aber aufgrund ihrer Ausstattung nicht für die große Fahrt ausgelegt. Sie verfügen in der Regel nicht über Kabinen. Meistens gibt es mehrere Decks mit großen Salons. In einzelnen Fällen – außer für die Inselfahrt nach Helgoland – haben sie ein kleines Deck, auf dem auch einzelne Pkw mitgenommen werden können.

## Helgoland-Verkehr
Zur in der Deutschen Bucht gelegenen Insel Helgoland besteht während der Sommermonate von verschiedenen Häfen an der deutschen Nordseeküste regelmäßiger Schiffsverkehr. Im Winterhalbjahr dagegen wird nur die Route Cuxhaven – Helgoland mehrmals wöchentlich durch die Helgoland der Reederei Cassen Eils bedient.
Auf Helgoland wurde bis 2020 in der Regel während der Touristensaison nicht an einer Anlegestelle festgemacht (Ausnahmen: die Katamaran-Schnellfähre und die neue Helgoland, die den Hafen der Insel anlaufen dürften), sondern die Ausschiffung der Passagiere erfolgte mittels Börtebooten.

### Derzeitige Situation
Im Jahr 2021 wurden folgende Schiffe auf den Routen nach Helgoland eingesetzt:
- Helgoland (Reederei Cassen Eils), ab Cuxhaven
- Lady von Büsum und Funny Girl (Reederei Adler & Eils), ab Büsum
- Fair Lady (Reederei Cassen Eils), ab Hooksiel
- Halunder Jet (FRS), ab Hamburg und Cuxhaven
- Adler Cat (Adler-Schiffe), ab Föhr, Amrum und Sylt

### Historische Schiffe
Die 1965 gebaute Wappen von Hamburg war mit 109,6 m Länge und 15,0 m Breite zwar nicht das längste und breiteste, aber nach Rauminhalt (4438 BRT) das größte deutsche Seebäderschiff. Bei einer Höchstgeschwindigkeit von 22 Knoten konnten bis zu 1800 Passagiere befördert werden. Letzte Reederei war die FRS Förde Reederei Seetouristik. Die Saison 2006 war die letzte für die Wappen von Hamburg. Am 31. Mai 2007 verkaufte FRS das Schiff an eine Reederei auf den britischen Jungferninseln. Im Jahr 2011 wurde sie abgewrackt.
Auswahl weiterer Seebäderschiffe im Helgoland-Verkehr
- Cobra, 1890 bis 1914 und 1920 bis 1921
- Najade, 1894 bis 1914
- Roland, 1927 bis 1939
- Helgoland 1938[1]
- Hein Godenwind, 1960 bis 1969
- Atlantis, 1956 bis 1970
- Rüm Hart, 1959 bis 1981
- Frisia III, 1960 bis 1998
- Seute Deern, 1961 bis 2003
- Wappen von Hamburg, 1962 bis 1964, später Alte Liebe, 1966 bis 1981, sowie Helgoland, 1985 bis 1997 und 2000 bis 2004
- Helgoland, 1963 bis 1965
- Wilhelmshaven, 1963 bis 2004
- Roland von Bremen, 1966 bis 1984
- Westerland, 1972 bis 1973, später Pidder Lyng, 1982 bis 2001, sowie Adler Nordica, 2006 und Kloar Kimming, 2007
- Helgoland, 2006 bis 2014
- Helgoland, 1972 bis 1982 und 1998 bis 1999, First Lady, 1983 bis 1997, sowie Atlantis, 2000 bis 2015

Die aktuellen (2017) Seebäderschiffe im Helgolanddienst
- Die Helgoland der Reederei Cassen Eils ist 83 m lang und 12,8 m breit und kann bei einer Höchstgeschwindigkeit von 20 Knoten 1060 Passagiere befördern. Seit 2015 bedient sie die Route Cuxhaven–Helgoland.
- Die Funny Girl ist 68,57 m lang und 10 m breit. Sie befördert maximal 800 Passagiere mit einer Geschwindigkeit von 19 Knoten (3800 PS, BRZ 999). Im Sommer fährt sie von Büsum, im Winter von Cuxhaven nach Helgoland. Reederei: Cassen Eils
- Die Lady von Büsum, die die Route Büsum – Helgoland bedient, ist 45,7 m lang und 8,5 m breit. Es sind maximal 483 Passagiere an Bord zugelassen. Die Geschwindigkeit beträgt 14 Knoten (1700 PS). Reederei: Rahder
- Die Fair Lady ist ein Schwesterschiff der Funny Girl. Das Schiff verkehrte bis 2011 als Lady Assa in Polen. Im Januar kaufte die Reederei Cassen Eils das Schiff dann zurück. Die Fair Lady fährt seit Mai 2011 unter der Flagge der Reederei Cassen Eils von Bremerhaven nach Helgoland. Ex-Namen der Fair Lady sind Adler Baltica und Lady Assa.

## Inselverkehr
Die ost- und nordfriesischen Inseln sind (mit Ausnahme der Insel Sylt, die über den Hindenburgdamm eine Bahnverbindung zum Festland hat) nicht direkt an das Festland angebunden, so dass die Anbindung nur per Schiff und tlw. durch die Luft erfolgen kann.
Sofern auf den Inseln Kfz-Verkehr zugelassen ist, erfolgt die Anbindung mittels Auto-Fähren. Auto-Fähren verkehren zu den ostfriesischen Inseln Borkum (Reederei AG Ems) und Norderney (Reederei Norden-Frisia) sowie zu den nordfriesischen Inseln Pellworm (Neue Pellwormer Dampfschiffahrtsgesellschaft), Föhr und Amrum (beide: Wyker Dampfschiffs-Reederei) sowie zu den Halligen Hooge und Langeness (ebenfalls Wyker Dampfschiffs-Reederei). Des Weiteren besteht eine Fährverbindung zur Insel Sylt (FRS Syltfähre).
Die autofreien ostfriesischen Inseln (Juist, Baltrum, Langeoog, Spiekeroog und Wangerooge) sind durch reine Personen-Fähren an das Festland angebunden:
- Juist: Reederei Norden-Frisia
- Baltrum: Reederei Baltrum-Linie
- Langeoog: Schiffahrt der Inselgemeinde Langeoog
- Spiekeroog: Nordseebad Spiekeroog GmbH
- Wangerooge: Schifffahrt und Inselbahn Wangerooge

Die in der Elbmündung liegende, zur Hansestadt Hamburg gehörende Insel Neuwerk wird in den Sommermonaten von Cuxhaven aus durch die Reederei Cassen Eils an das Festland angebunden.

### Historische Schiffe
Das Traditionsschiff Prinz Heinrich verkehrte als Post- und Passagierdampfer von 1909 bis 1969 im Liniendienst zwischen Emden und Borkum. Nach seiner Restaurierung 2018 wird das Schiff von einer ehrenamtlichen Mannschaft betrieben, die einmal jährlich mit ihr nach Borkum fährt.

## Ausflugsverkehr auf der Nordsee
Von vielen Festland- und Inselhäfen wird regelmäßiger Ausflugsverkehr angeboten. Ziele können hierbei u. a. die Nordseeinseln sein. Auch werden Fahrten zu den Seehundbänken angeboten.

## Schiffe auf der Ostsee

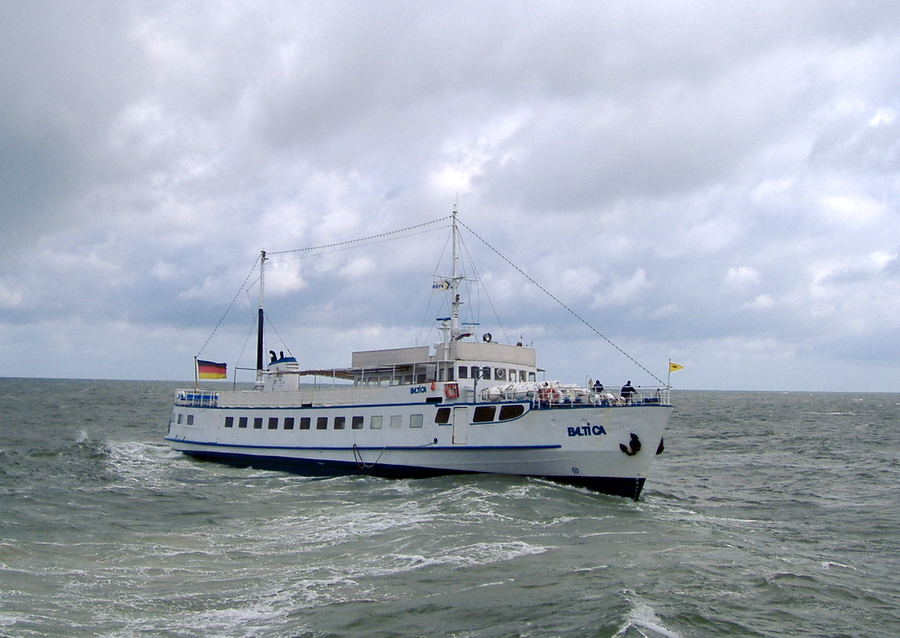
Die Baltica vor Graal-Müritz

An der deutschen Ostseeküste werden auf Seebäderschiffen zum einen Fahrten in See angeboten, zum anderen Fahrten entlang der Küste und Fahrten zwischen den Inseln Rügen, Hiddensee und Usedom sowie zwischen dem Festland und den Inseln.
Beispiele
- Kronprinz, gilt als ältestes noch erhaltenes Seebäderschiff (Baujahr 1910, 500 Passagiere, Länge zwischen den Loten: 31,78 m, Tiefgang: 1,83 m). Früher Fahrten von Rostock aus auf der Unterwarnow, nach Kühlungsborn und Graal-Müritz. Der Schiffskörper wurde vor einigen Jahren nach Dresden-Laubegast überführt, ein Wiederaufbau war geplant. Nach Insolvenz der Werft kam der Schiffskörper zurück nach Warnemünde. Inzwischen liegt der Rumpf an Land und soll demnächst abgewrackt werden.
- Baltica, Warnemünde, Fahrten nach Kühlungsborn, Graal-Müritz und zum Fischland/Darß.

## Reedereien
Der Seebäder- und Ausflugsverkehr wird häufig von kleinen, zumeist familiengeführten Reedereien mit nur einem Schiff durchgeführt. Zu den größeren Anbietern gehört neben den im Helgoland- sowie im Inselverkehr aktiven Reedereien (Cassen Eils, FRS, Adler-Schiffe, AG Ems, Reederei Norden-Frisia, Wyker Dampfschiffs-Reederei etc.) noch die Reederei Warrings aus Carolinensiel. Ein großer Anbieter war in der Vergangenheit auch die Hapag.

## Bildergalerie

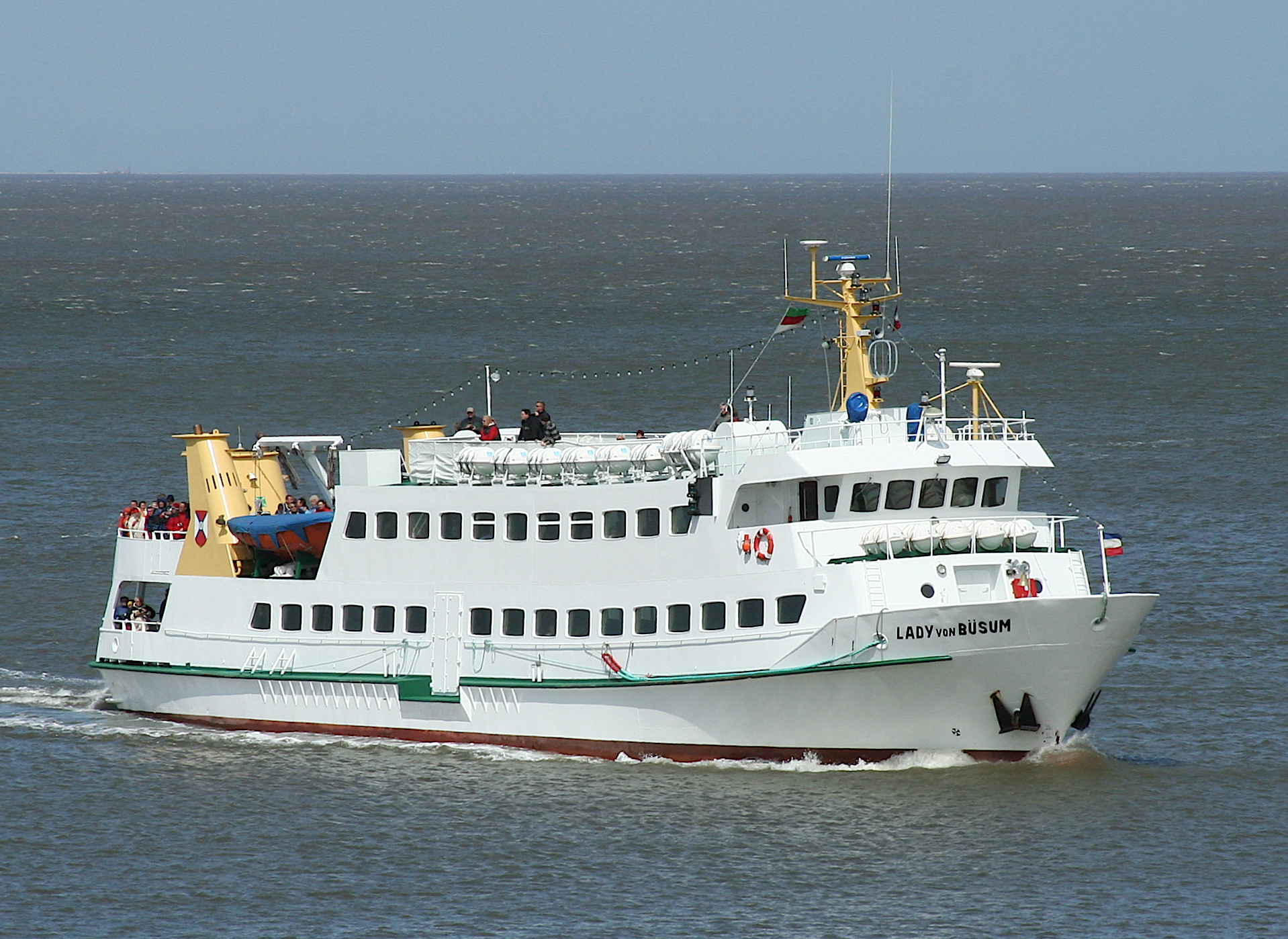
Lady von Büsum
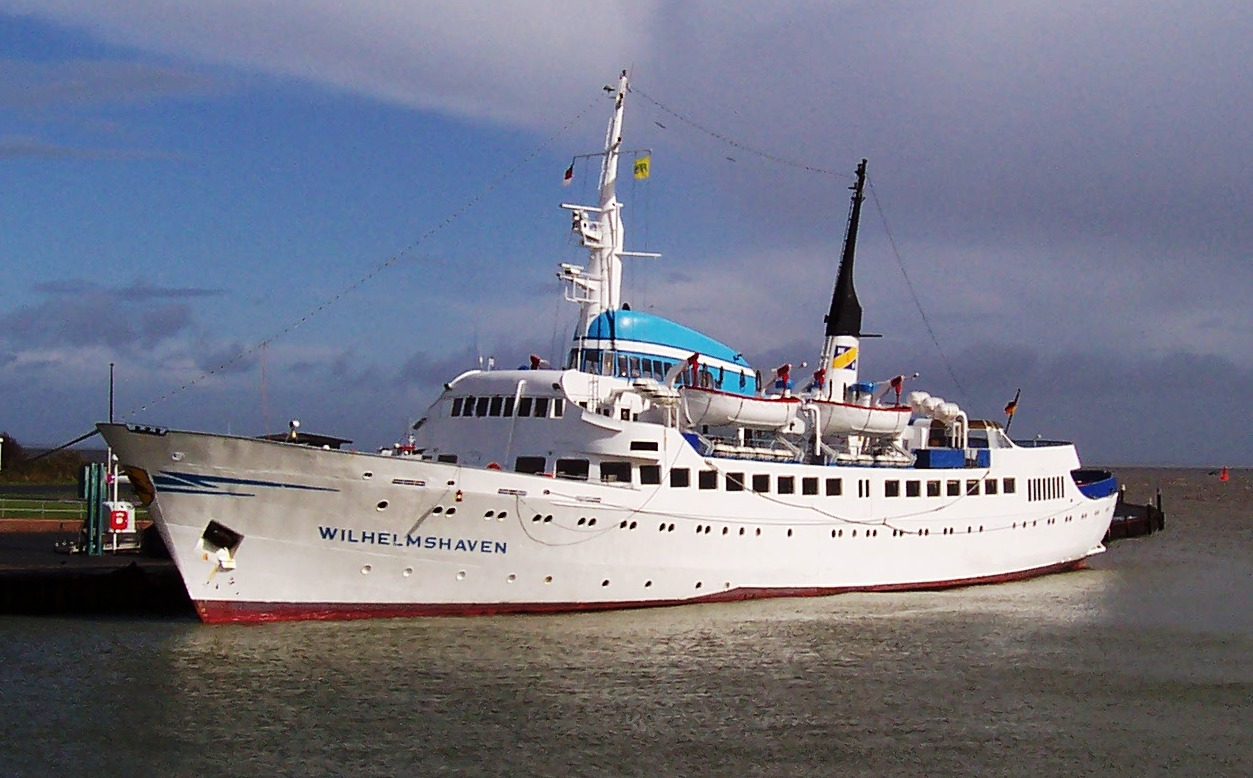
Wilhelmshaven
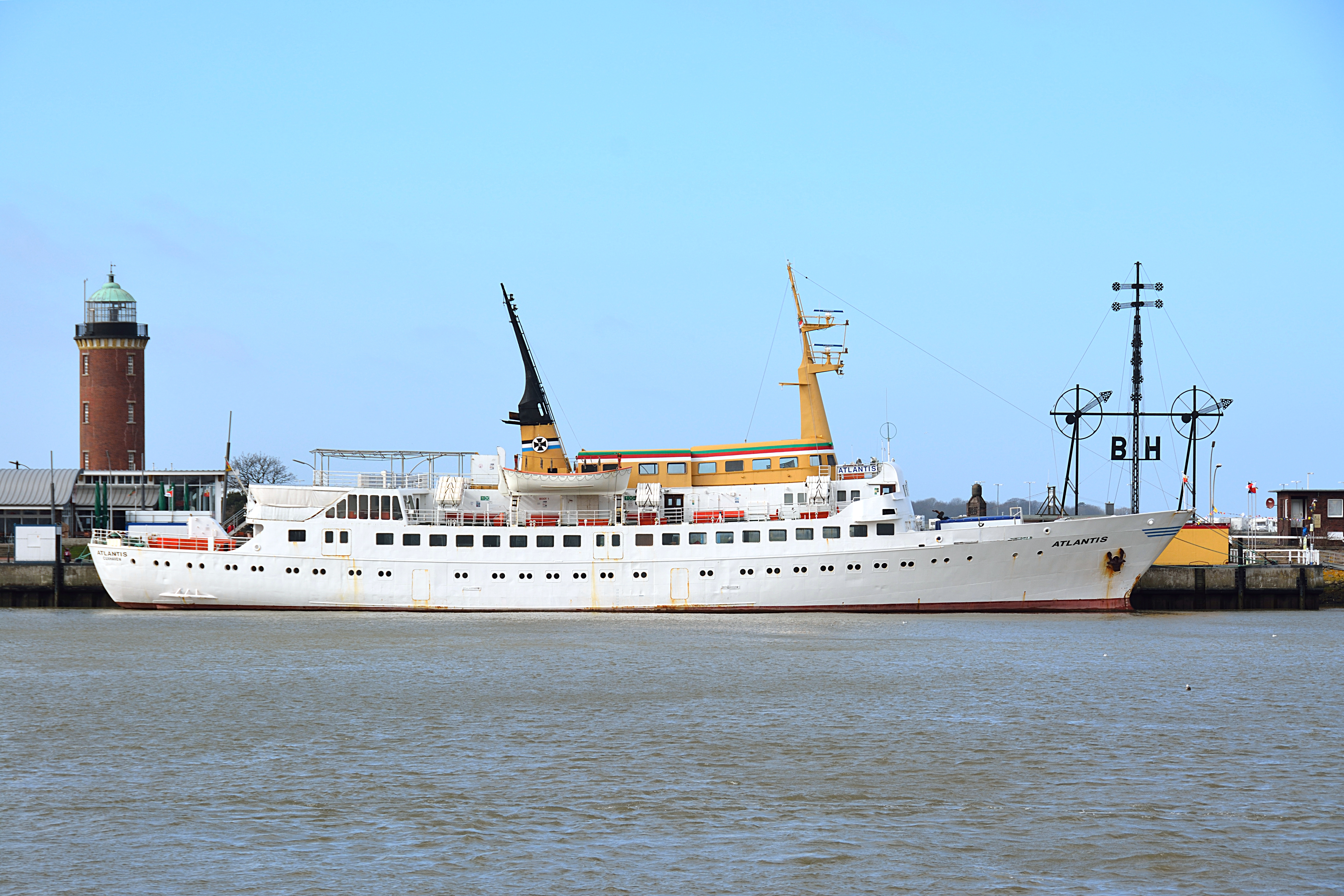
Atlantis
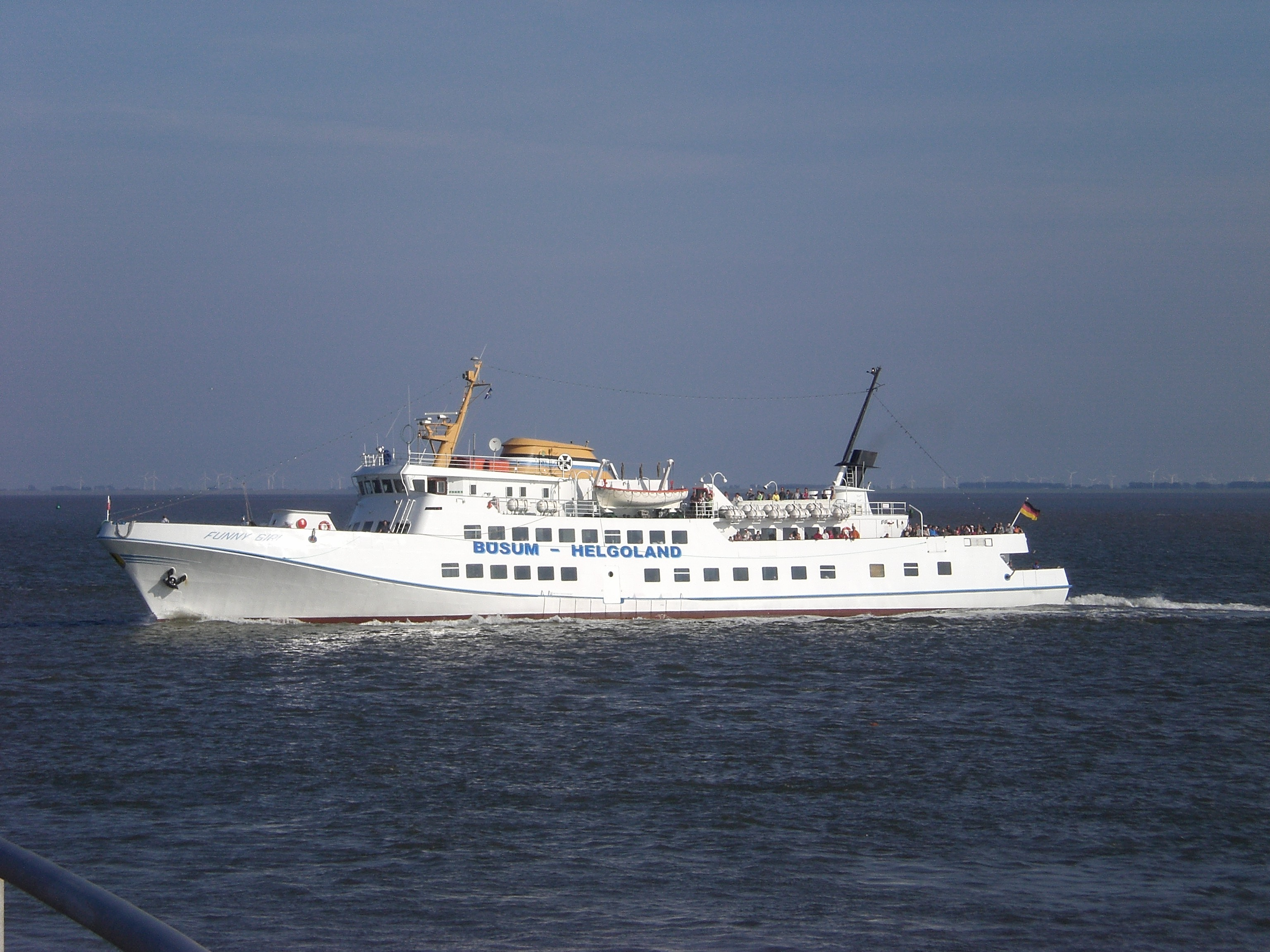
Funny Girl